# کامیل آلفونس فوره
کامیل آلفونس فوره (فرانسوی: Camille Alphonse Faure‎؛ زاده ۲۱ مهٔ ۱۸۴۰ – درگذشته ۱۴ سپتامبر ۱۸۹۸) مهندس شیمی اهل فرانسه بود که سهم عمده‌ای در بهبود طراحی باتری اسیدی ایفا کرد.